# Kabinett Sánchez I
Das Kabinett Sánchez I bildete vom 7. Juni 2018 bis 13. Januar 2020 die spanische Regierung. Am 13. Januar 2020 wurde das Kabinett vom Kabinett Sanchez II abgelöst.

## Regierungsbildung
Mit dem konstruktiven Misstrauensvotum am 1. Juni 2018 im Congreso de los Diputados endete die Regierungszeit des Kabinett Rajoy II; in der Abstimmung stimmten neben den Sozialisten (PSOE), die aber nur über 84 Sitze (von 350) im Parlament verfügten, Unidos Podemos, PNV und verschiedene separatistische Parteien gegen Rajoy. Die offizielle Ernennung Pedro Sánchez als Ministerpräsident von Spanien und den Auftrag zur Bildung einer neuen Regierung erfolgte am 2. Juni 2018 durch König Felipe VI. Am 6. Juni veröffentlichte Sánchez eine Kabinettsliste mit allen designierten Ministern, woraufhin Felipe VI. einen Tag später das Kabinett vereidigt hat.
Am 13. Juni 2018, nur sechs Tage nachdem das Kabinett ernannt wurde, ist der Minister für Kultur und Sport Màxim Huerta, nachdem seine Verurteilung wegen Steuerbetrugs im letzten Jahr bekannt wurde, zurückgetreten.
Am 11. September 2018 trat Gesundheitsministerin Carmen Montón Giménez nach Plagiatsvorwürfen in Bezug auf ihren Masterabschluss zurück. Sie wurde durch Maria Luisa Carcedo Roces ersetzt.

## Regierungskrise
Am 13. Februar 2019 stimmten die separatistischen katalanischen Regionalparteien PDeAT und ERC, auf deren Unterstützung Sánchez’ Minderheitsregierung im Parlament angewiesen ist, mit der spanischen Volkspartei PP und der liberalen CS gegen den Haushaltsplan des Kabinetts, nachdem vier Tage zuvor politische Diskussionen mit der katalanischen Regionalregierung zur Befriedung der Katalonien-Krise erfolglos abgebrochen worden waren. Am 15. Februar kündigte Sánchez daraufhin vorgezogene Neuwahlen für den 28. April 2019 an.
Da nach den Wahlen im April 2019 keine klaren Mehrheiten zustande kamen und sich die Parteien nicht auf eine Koalition oder die Duldung einer Minderheitsregierung einigen konnten, wurden erneut Wahlen für den 10. November 2019 ausgerufen; bis zu der Bildung einer neuen Regierung unter der PSOE von Sánchez in Koalition mit Podemos Anfang Januar 2020, blieb die bisherige Regierung Sánchez geschäftsführend im Amt.

## Zusammensetzung des Kabinetts

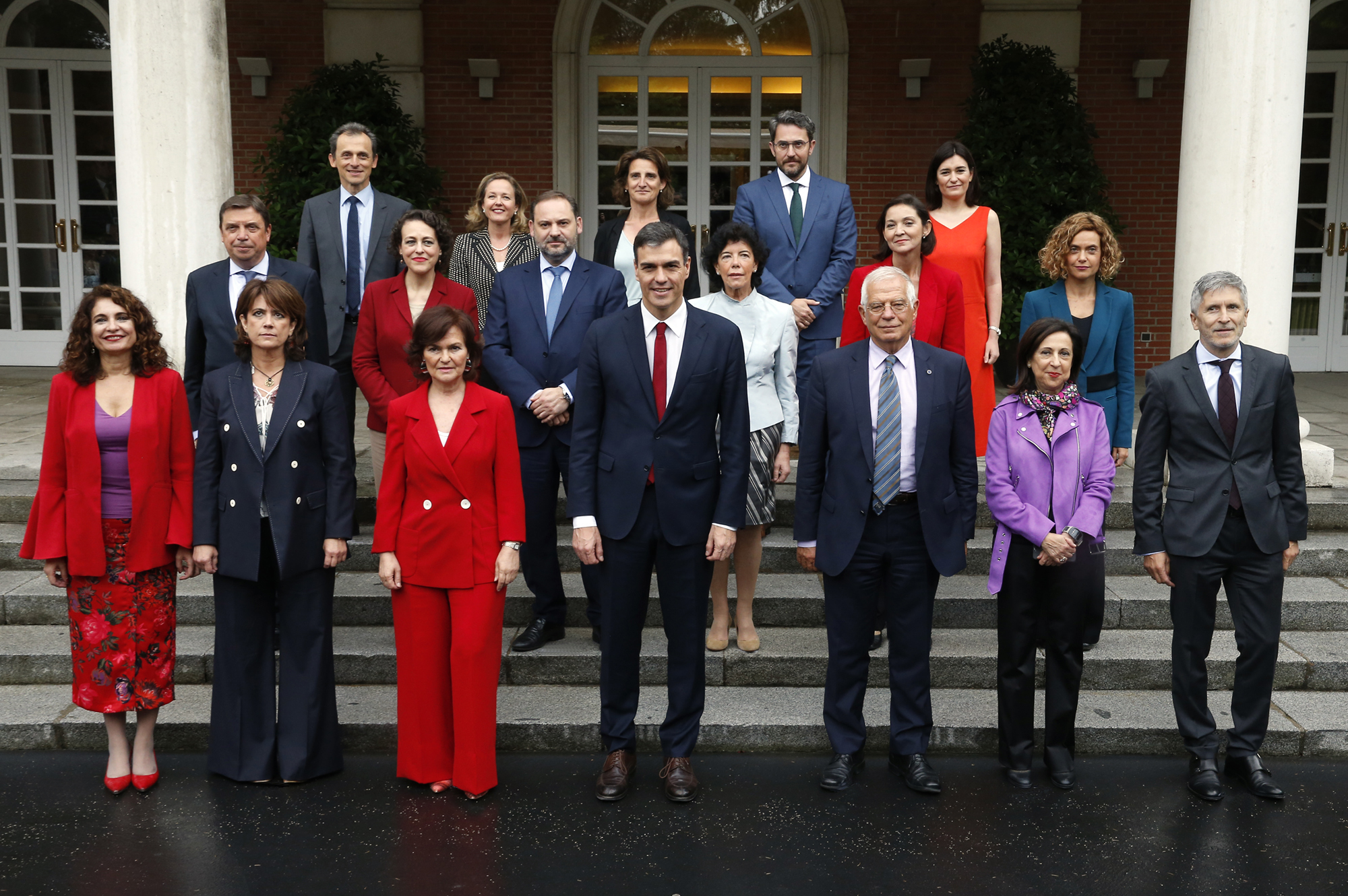
Kabinett Sánchez (2018)

| Amt oder Ressort                                                                           | Bild                                      | Amtsinhaber(in)                                                                          | Partei    | Partei    |
| ------------------------------------------------------------------------------------------ | ----------------------------------------- | ---------------------------------------------------------------------------------------- | --------- | --------- |
| Ministerpräsident                                                                          | Pedro Sánchez                             | Pedro Sánchez                                                                            |           | PSOE      |
| Stellvertretende Ministerpräsidentin Präsidialministerin und Ministerin für Gleichstellung | Carmen Calvo Poyato                       | Carmen Calvo Poyato                                                                      | PSOE      |           |
| Minister(in) für Äußeres, Europäische Union und Entwicklungshilfe                          | Josep Borrell                             | Josep Borrell (bis 30. November 2019)                                                    | PSOE      |           |
| Minister(in) für Äußeres, Europäische Union und Entwicklungshilfe                          |                                           | Margarita Robles (ab 30. November 2019)                                                  |           | Parteilos |
| Ministerin der Justiz                                                                      | Dolores Delgado                           | Dolores Delgado                                                                          |           | Parteilos |
| Ministerin der Verteidigung                                                                | Margarita Robles                          | Margarita Robles                                                                         | Parteilos |           |
| Ministerin der Finanzen                                                                    | María Jesús Montero                       | María Jesús Montero                                                                      |           | PSOE      |
| Minister des Innern                                                                        | Fernando Grande-Marlaska                  | Fernando Grande-Marlaska                                                                 |           | Parteilos |
| Minister für öffentliche Förderung                                                         | José Luis Ábalos                          | José Luis Ábalos                                                                         |           | PSOE      |
| Regierungssprecherin Ministerin für Bildung und Berufsausbildung                           | Isabel Celaá                              | Isabel Celaá                                                                             | PSOE      |           |
| Ministerin für Arbeit, Migration und Soziales                                              | Magdalena Valerio                         | Magdalena Valerio                                                                        | PSOE      |           |
| Ministerin für Industrie, Handel und Tourismus                                             | Reyes Maroto                              | Reyes Maroto                                                                             | PSOE      |           |
| Ministerin für ökologischen Wandel                                                         | Teresa Ribera                             | Teresa Ribera                                                                            |           | Parteilos |
| Minister für Landwirtschaft, Fischerei und Nahrung                                         | Luis Planas                               | Luis Planas                                                                              |           | PSOE      |
| Minister(in) für Territorialverwaltung und öffentliche Verwaltung                          | Meritxell Batet                           | Meritxell Batet (bis 21. Mai 2019)                                                       | PSC       |           |
| Minister(in) für Territorialverwaltung und öffentliche Verwaltung                          |                                           | Luis Planas (ab 21. Mai 2019)                                                            | PSOE      |           |
| Minister für Kultur und Sport                                                              | Màxim Huerta · José Guirao                | Màxim Huerta (bis 14. Juni 2018) José Guirao (ab 14. Juni 2018)                          |           | Parteilos |
| Ministerin für Wirtschaft und Unternehmen                                                  | Nadia Calviño                             | Nadia Calviño                                                                            |           | Parteilos |
| Ministerin für Gesundheit, Konsum und soziale Dienste                                      | Carmen Montón · Maria Luisa Carcedo Roces | Carmen Montón (bis 11. September 2018) Maria Luisa Carcedo Roces (ab 12. September 2018) |           | PSOE      |
| Minister für Wissenschaft, Innovation und Universitäten                                    | Pedro Duque                               | Pedro Duque                                                                              |           | Parteilos |